# 2041
Năm 2041 (số La Mã: MMXLI). Trong lịch Gregory, nó sẽ là năm thứ 2041 của Công nguyên hay của Anno Domini; năm thứ 41 của thiên niên kỷ 3 và của thế kỷ 21; và năm thứ hai của thập niên 2040.